# Emília Barreto
Pour les articles homonymes, voir Barreto.
Emília Barreto Correia Lima, née le 10 avril 1934 et morte le 4 février 2022, a été élue Miss Brésil 1955. Elle est la 2e Miss Brésil. 
Elle est la première Miss Ceará à avoir remporté le titre de Miss Brésil. Elle a été l'une des quinze demi-finalistes à Miss Univers 1955.

## Biographie
Élue successivement Miss Ceará 1955, Emília Barreto a été sacrée puis élue Miss Brésil 1955 le 25 juin 1955, au Palais Quitandinha de Petrópolis, à 18 ans. Après sa victoire dans le concours national, il a reçu une lettre célèbre de Rachel de Queiroz. 
Les critiques du vieux magazine O Cruzeiro l'ont trouvé discrète et elle était très distante des campagnes publicitaires. Elle a refusé tous les contrats commerciaux qui lui ont été proposés, préférant généralement continuer sa vie dans sa maison à Benfica, à Fortaleza. Elle s'est impliqué pendant la majeure partie de son règne, avec des organismes de bienfaisance, en collaborant activement avec Eunice Weaver ainsi qu'aux côtés de son père, Hider Correia Lima, médecin humanitaire.
Elle représente le Brésil au concours de Miss Univers au Long Beach Municipal Auditorium, aux États-Unis, pour l'année 1955 ; elle termine parmi les quinze demi-finalistes.
Le 15 septembre 1956, elle épouse l'officier de l'armée et ingénieur Wilson Santa Cruz Caldas avec qui elle aura trois enfants, Nélson, Marília et Emilinha. Elle est la grand-mère maternelle de l'acteur brésilien Eduardo Caldas.